# Estación de Palos de la Frontera
Palos de la Frontera es una estación de la línea 3 del Metro de Madrid situada bajo la calle del mismo nombre, entre la calle Batalla del Salado y el paseo de las Delicias. Presta servicio al barrio homónimo.

## Historia
La estación fue inaugurada el 26 de marzo de 1949 junto con la estación de Delicias y recibió el nombre de la calle en la que se encontraba, Palos de Moguer. La denominación original tiene su origen en un error, extendido por los primeros cronistas de Indias o del Descubrimiento (mediados del siglo XVI), de unificar  los vecinos municipios de Palos de la Frontera y Moguer, por desconocimiento de la verdadera geografía de la zona, concentrándolos en un solo topónimo que mezclaba ambos lugares. Palos de la Frontera y Moguer constituyen el Conjunto histórico artístico de los Lugares Colombinos (Lugares vinculados con los preparativos y desarrollo del Primer viaje de Colón). Al tratarse "Palos de Moguer" de un topónimo erróneo, e inexistente jurídicamente y en documentación oficial, la calle cambió su nombre en 1979, a petición del Ayuntamiento de Palos de la Frontera, hecho que se vio sucedido siete años después por el cambio de nombre de la estación.
Tras las reformas del año 2006, dispone de dos bocas de acceso y un ascensor con un único vestíbulo situado en el extremo este, quedando clausurado el vestíbulo oeste para usarse solo como salida de incendios.
En un futuro, con motivo de la ampliación de la línea 11, esta estación tendrá conexión con la mencionada línea. Las obras comenzaron el 1 de noviembre de 2022.

## Accesos
Vestíbulo Delicias

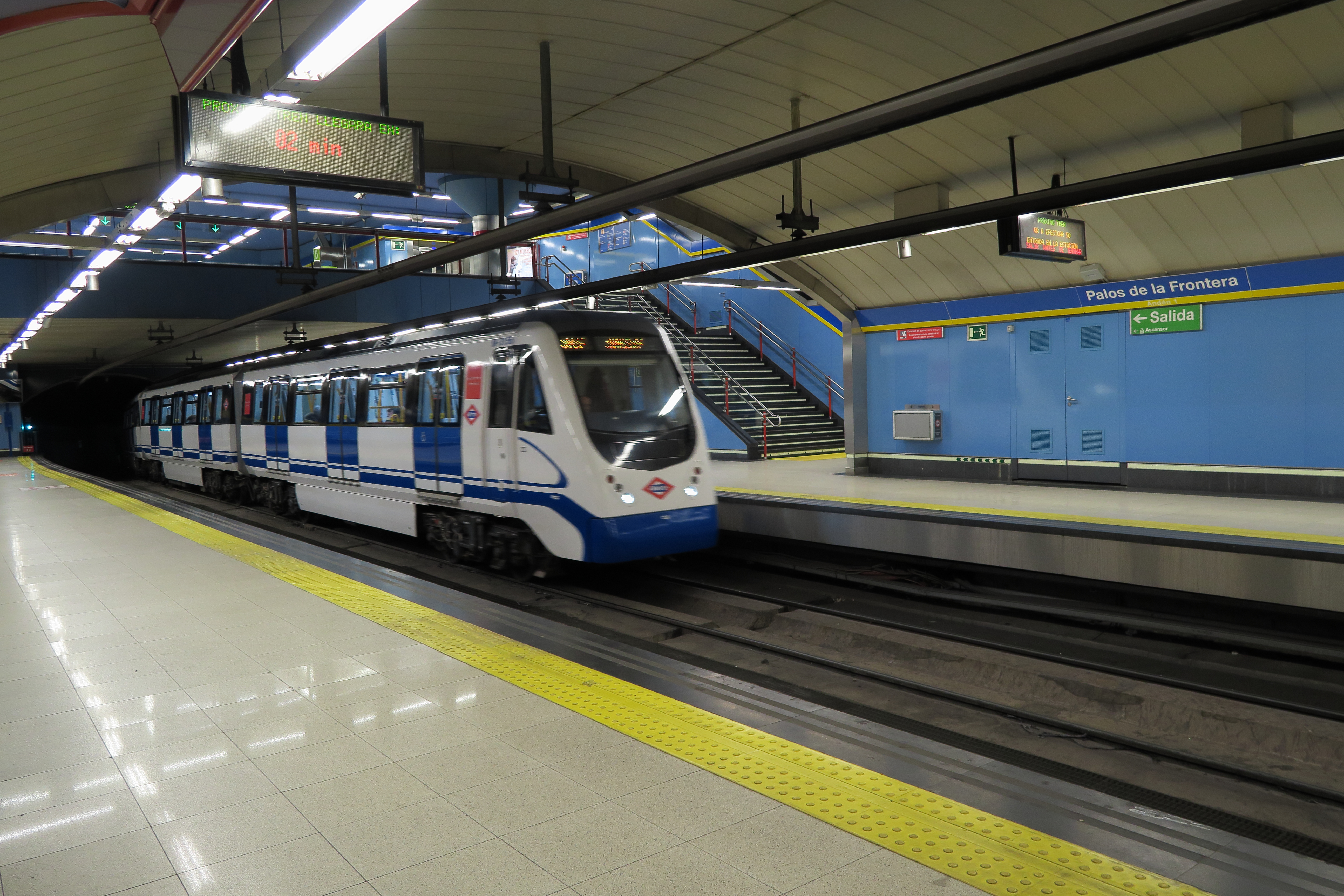
Estación de Palos de la Frontera, andenes

- Palos de la Frontera, impares C/ Palos de la Frontera, 29
- Paseo de las Delicias C/ Palos de la Frontera, 42 (pares)
- Ascensor C/ Palos de la Frontera, 33 (impares)

## Líneas y conexiones

### Metro
| << cabecera | < estación | línea | estación >  | cabecera >> |
| ----------- | ---------- | ----- | ----------- | ----------- |
| El Casar    | Delicias   |       | Embajadores | Moncloa     |

### Autobuses
| Diurnos   |                      |                                                            |
| Línea     | Destino              | Parada                                                     |
| 6         | Jacinto Benavente    | 1184 METRO PALOS DE LA FRONTERA                            |
| 19        | Plaza de Cataluña    | 1184 METRO PALOS DE LA FRONTERA                            |
| 45        | Reina Victoria       | 1184 METRO PALOS DE LA FRONTERA                            |
| 47        | Atocha               | 1184 METRO PALOS DE LA FRONTERA                            |
| 55        | Atocha               | 1184 METRO PALOS DE LA FRONTERA                            |
| 59        | Estación de Atocha   | 1184 METRO PALOS DE LA FRONTERA                            |
| 85        | Estación de Atocha   | 1184 METRO PALOS DE LA FRONTERA                            |
| 86        | Estación de Atocha   | 1184 METRO PALOS DE LA FRONTERA                            |
| 247       | Atocha               | 1184 METRO PALOS DE LA FRONTERA                            |
| 6         | Orcasitas            | 1926 PALOS DE LA FRONTERA (Pº Sta. María de la Cabeza, 44) |
| 59        | San Cristóbal        | 1926 PALOS DE LA FRONTERA (Pº Sta. María de la Cabeza, 44) |
| 85        | Butarque             | 1926 PALOS DE LA FRONTERA (Pº Sta. María de la Cabeza, 44) |
| 19        | Plaza de Legazpi     | 1976 CENTRO DOTACIONAL ARGANZUELA                          |
| 45        | Plaza de Legazpi     | 1976 CENTRO DOTACIONAL ARGANZUELA                          |
| 47        | Carabanchel Alto     | 1976 CENTRO DOTACIONAL ARGANZUELA                          |
| 86        | Villaverde Alto      | 1976 CENTRO DOTACIONAL ARGANZUELA                          |
| 247       | Col. San José Obrero | 1976 CENTRO DOTACIONAL ARGANZUELA                          |
| 102       | Estación de Atocha   | 2421 METRO PALOS DE LA FRONTERA (C/ Áncora, 1)             |
| E1        | Cibeles              | 4032 METRO PALOS DE LA FRONTERA (Pza. Luca de Tena, 3)     |
| 8         | Legazpi              | 51070 CANARIAS-RAFAEL DE RIEGO                             |
| Nocturnos |                      |                                                            |
| Línea     | Destino              | Parada                                                     |
| N14       | Cibeles              | 1184 METRO PALOS DE LA FRONTERA                            |
| N14       | Villaverde Alto      | 1926 PALOS DE LA FRONTERA (Pº Sta. María de la Cabeza, 44) |

| Nocturnos |                 |                                 |                           |
| Línea     | Destino         | Parada                          | Operador                  |
| N801      | Madrid (Atocha) | 1184 METRO PALOS DE LA FRONTERA | Avanza Movilidad Integral |
| N805      | Madrid (Atocha) | 1184 METRO PALOS DE LA FRONTERA | Avanza Movilidad Integral |
| N807      | Madrid (Atocha) | 1184 METRO PALOS DE LA FRONTERA | Avanza Movilidad Integral |